# Le Teich

Le Teich este o comună în departamentul Gironde din sud-vestul Franței. În 2009 avea o populație de 6.485 de locuitori.

## Evoluția populației
| An        | 1975  | 1982  | 1990  | 1999  | 2006  | 2009  |
| --------- | ----- | ----- | ----- | ----- | ----- | ----- |
| Populație | 2.176 | 2.946 | 3.607 | 4.822 | 6.048 | 6.485 |